# Rechsteineria barbata
Rechsteineria barbata là một loài thực vật có hoa trong họ Tai voi. Loài này được (Nees & Mart.) Kuntze miêu tả khoa học đầu tiên năm 1891.